# DR K

Logo von 2009–2013

DR K (Danmarks Radio K) war ein öffentlich-rechtlicher dänischer Fernsehsender.
Der Sender startete am 1. November 2009 als öffentlich-rechtlicher Fernsehsender für Kultur und Geschichte. Über die Website von Danmarks Radio war DR K genauso wie seine Schwestersender auch via Webstream zu empfangen. Zudem war innerhalb Dänemarks ein Empfang via Zattoo möglich.
Zum 2. Januar 2020 wurde der Sendebetrieb im Zuge weitreichender Sparmaßnahmen eingestellt. Gleichzeitig wurde angekündigt, dass ein Teil der Inhalte im Schwesterkanal DR2 bzw. auf der neuen Streaming-Plattform DR2+ fortgeführt werden soll. Im April 2022 wurde DR2+ eingestellt.

## Empfang in Deutschland
Der Sender war per DVB-T in weiten Teilen von Schleswig-Holstein empfangbar (nördlich des Nord-Ostsee-Kanals mit Zimmerantenne; südlich des Nord-Ostsee-Kanals mit Dachantenne und erhöhtem Aufwand).